# Liste de jeux Windows (Y)
Cette liste de jeux Windows dont le titre commence par la lettre Y recense des jeux vidéo sortis sur le système d'exploitation Windows pour PC.
Pour un souci de cohérence, la liste utilise les noms français des jeux, si ce nom existe.
Cette liste est découpée, il est possible de naviguer entre les pages via le sommaire.
- Y2K: The Game
- Yager
- Yaiba: Ninja Gaiden Z
- Yakuza Kiwami
- Yakuza Kiwami 2
- Yakuza: Like a Dragon
- Yakuza Zero
- Yamaha Supercross
- Yami to Bōshi to Hon no Tabibito
- Yandere Simulator
- Yannick Noah 2000
- Yannick Noah Great Courts 3
- Yawhg, The
- Year Walk
- Yes, Your Grace
- Yesterday
- Yesterday Origins
- Yetisports Arctic Adventure
- Yetisports Deluxe
- Yetisports World Tour
- YIIK: A Postmodern RPG
- Yin-Yang! X-Change Alternative
- Yin-Yang! X-Change Alternative 2
- Ylands
- Yo Frankie!
- Yo-Jin-Bo
- Yoake mae yori ruri iro na
- Yoku's Island Express
- Yomawari: Midnight Shadows
- Yomawari: Night Alone
- Yonder: The Cloud Catcher Chronicles
- Yooka-Laylee
- Yooka-Laylee and the Impossible Lair
- Yoomurjak's Ring
- Yoostar
- Yoot Tower
- Yosuga no Sora
- Yosumin!
- Yotsunoha
- You Are EMPTY
- You Don't Know Jack (1995)
- You Don't Know Jack (2011)
- You Must Build a Boat
- Young Justice: Legacy
- Your Diary
- Your Shape
- Yourself!Fitness
- Youtubers Life
- YS Flight Simulation System 2000
- Ys I: Ancient Ys Vanished
- Ys II: Ancient Ys Vanished - The Final Chapter
- Ys: The Ark of Napishtim
- Ys: Memories of Celceta
- Ys: The Oath in Felghana
- Ys Origin
- Ys Seven
- Ys VIII: Lacrimosa of Dana
- Yu-Gi-Oh! Legacy of the Duelist - Link Evolution
- Yu-Gi-Oh! Online
- Yu-Gi-Oh! Power of Chaos: Yugi the Destiny
- Yu-Gi-Oh! Power of Chaos: Joey the Passion
- Yu-Gi-Oh! Power of Chaos: Kaiba the Revenge
- YU-NO: A Girl Who Chants Love at the Bound of this World
- Yūki Yūna wa yūsha de aru
- Yukon Trail, The
- Yume Miru Kusuri: A Drug That Makes You Dream
- Yume Nikki
- Yumimi Mix
- Yuppie Psycho

| Sommaire : | Haut - A B C D E F G H I J K L M N O P Q R S T U V W X Y Z 0-9 |